# Yuliya Dovhal
Yuliya Dovhal –en ucraniano, Юлія Довгаль– (Kirovogrado, URSS, 2 de junio de 1983) es una deportista ucraniana, nacionalizada azerbaiyana, que compitió en halterofilia.
Ganó cinco medallas en el Campeonato Europeo de Halterofilia entre los años 2005 y 2012. Participó en los Juegos Olímpicos de Pekín 2008, ocupando el quinto lugar en la categoría de +75 kg.

## Palmarés internacional
| Representando a Ucrania    |                             |                   |           |
| Campeonato Europeo         |                             |                   |           |
| Año                        | Lugar                       | Medalla           | Categoría |
| 2005                       | Sofía (Bulgaria)            | Medalla de plata  | +75 kg    |
| 2007                       | Estrasburgo (Francia)       | Medalla de bronce | +75 kg    |
| 2008                       | Lignano Sabbiadoro (Italia) | Medalla de plata  | +75 kg    |
| 2009                       | Bucarest (Rumania)          | Medalla de bronce | +75 kg    |
| Representando a Azerbaiyán |                             |                   |           |
| Campeonato Europeo         |                             |                   |           |
| Año                        | Lugar                       | Medalla           | Categoría |
| 2012                       | Antalya (Turquía)           | Medalla de bronce | +75 kg    |